# Les lacs du Connemara (nummer)
Les lacs du Connemara (De meren van Connemara) is een nummer van de Franse zanger Michel Sardou en is tevens het titelnummer van Sardous elfde studioalbum uit 1981. In december dat jaar werd het nummer op single uitgebracht.

## Achtergrond
De plaat werd uitsluitend een hit in het Franse en Nederlandse taalgebied.
Het nummer is geschreven door Michel Sardou en Pierre Delanoë (tekst) en Jacques Revaux (muziek). In thuisland  Frankrijk werd de nummer 1-positie behaald.
In Nederland werd de plaat op maandag 8 februari 1982 door dj Frits Spits en producer-invaller Tom Blomberg in het radioprogramma De Avondspits verkozen tot de 181e NOS Steunplaat van de week op Hilversum 3. De plaat werd een radiohit in de destijds drie landelijke hitlijsten op de nationale publieke popzender. De plaat bereikte de 9e positie in zowel de Nationale Hitparade als de Nederlandse Top 40 en piekte op een 7e positie in de TROS Top 50. In de Europese hitlijst op Hilversum 3, de TROS Europarade, werd de 24e positie behaald.
In België bereikte de plaat de 6e positie in de voorloper van de Vlaamse Ultratop 50 en de 7e positie in de Vlaamse Radio 2 Top 30. In Wallonië werd géén notering behaald.
Sinds de allereerste editie in december 1999 staat de plaat (met uitzondering van 2000), onafgebroken genoteerd in de jaarlijkse NPO Radio 2 Top 2000 van de Nederlandse publieke radiozender NPO Radio 2, met als hoogste notering een 633e positie in 2006.

## Informatie liedtekst
Componist Jacques Revaux kwam als eerste met de muziek aanzetten, die hem erg deed denken aan Schotland. Het idee van Sardou en Delanoë was om er een tekst met Schotse verwijzingen voor te schrijven, maar toen zij ontdekten dat ze eigenlijk niets over Schotland wisten, werd de aandacht verschoven naar Ierland.
Les lacs du Connemara gaat over de streek Connemara, waarbij Sardou veel typische Ierse kenmerken gebruikt in zijn tekst: de woeste en ruige natuur, met verwijzingen naar de Keltische cultuur, z'n legenden, Oliver Cromwell, Tipperary, Galway en typisch Ierse (familie)namen als Sean, Maureen, O'Connell en Flaherty.
Het nummer heeft een nogal ongewone opbouw voor een Franse chanson. Het is uitzonderlijk lang (bijna zes minuten), waarvan de laatste twee minuten bestaan uit een enigszins bombastisch gearrangeerd instrumentaal stuk. Dit gedeelte is gespeeld door het London Symphony Orchestra en het koor dat bij dit orkest hoort. De arrangementen zijn van Eric Bouad en Roger Loubet.
Ondanks de ongewone lengte en ongewone opbouw werd Les lacs du Connemara snel populair.
Als het nummer wordt gedraaid voor een groot publiek op een evenement of een feest, is het in Vlaanderen gebruikelijk om op de maat van de muziek met een servet of zakdoek rondjes te draaien in de lucht.

## Covers
Les lacs du Connemara is in de loop der jaren regelmatig gecoverd in Nederland en België, ook in het Nederlands. De Vlaamse zanger Willy Sommers had er een hit mee als Vogelvrij.
In 1996 zong BZN de Franstalige versie voor hun album A Symphonic Night, samen met orkest en het Volendams Opera koor.
Begin 2000 bracht de Band Zonder Banaan (BZB) het album Eeuwig duurt het langst uit met daarop het nummer De bankzitter. Het instrumentale refrein is gebaseerd op "Les lacs du Connemara".
Het Nederlandse dj-duo Parla & Pardoux bracht in december 2000 de single Liberté uit, dat in feite een dance-mix was van het instrumentale gedeelte van "Les lacs du Connemara". Twee jaar later werd een remix van Liberté uitgebracht. In 2007 verscheen een andere remix waarin het nummer werd gebruikt in de toen populaire jumpstyle. In 2021 brachten Sefa en Outsiders een hardcore-versie uit.
Rob de Nijs zong in 2008 op zijn album Chansons een vertaling van Jan Rot, getiteld Wieringerwaard.
In 2023 maakte Seth Verhaegen onder zijn alter ego "John Tana" een carnavaleske cover in het Maastrichts getiteld "Daan Kom Iech Mer Aon" (Dan kom ik maar aan).
Begin 2023 zong Bart Peeters een versie in het tv-programma Matthijs Gaat Door op NPO1.

## Hitnoteringen

### Nederlandse Top 40
| Hitnotering: 27-02-1982 t/m 10-04-1982 | Hitnotering: 27-02-1982 t/m 10-04-1982 | Hitnotering: 27-02-1982 t/m 10-04-1982 | Hitnotering: 27-02-1982 t/m 10-04-1982 | Hitnotering: 27-02-1982 t/m 10-04-1982 | Hitnotering: 27-02-1982 t/m 10-04-1982 | Hitnotering: 27-02-1982 t/m 10-04-1982 | Hitnotering: 27-02-1982 t/m 10-04-1982 | Hitnotering: 27-02-1982 t/m 10-04-1982 |
| Week                                   | 1                                      | 2                                      | 3                                      | 4                                      | 5                                      | 6                                      | 7                                      |                                        |
| -------------------------------------- | -------------------------------------- | -------------------------------------- | -------------------------------------- | -------------------------------------- | -------------------------------------- | -------------------------------------- | -------------------------------------- | -------------------------------------- |
| Nummer                                 | 33                                     | 17                                     | 9                                      | 9                                      | 16                                     | 33                                     | 38                                     | uit                                    |

### Nationale Hitparade
| Nummer | 30 | 15 | 9 | 9 | 11 | 25 | 47 | uit |

### TROS Top 50
Hitnotering: 18-02-1982 t/m 01-04-1982. Hoogste notering: #7 (1 week).

### TROS Europarade
Hitnotering: 10-01-1982 t/m 17-01-1982. Hoogste notering: #24 (1 week).

### NPO Radio 2 Top 2000
| Nummer met noteringen in de NPO Radio 2 Top 2000 | '99 | '00 | '01 | '02 | '03  | '04 | '05 | '06 | '07 | '08 | '09  | '10 | '11  | '12  | '13  | '14  | '15  | '16  | '17  | '18  | '19  | '20  | '21  | '22 | '23 | '24  |
| ------------------------------------------------ | --- | --- | --- | --- | ---- | --- | --- | --- | --- | --- | ---- | --- | ---- | ---- | ---- | ---- | ---- | ---- | ---- | ---- | ---- | ---- | ---- | --- | --- | ---- |
| Les lacs du Connemara                            | 662 | -   | 781 | 869 | 1140 | 797 | 691 | 633 | 916 | 766 | 1014 | 918 | 1154 | 1048 | 1004 | 1213 | 1215 | 1459 | 1443 | 1489 | 1357 | 1399 | 1080 | 998 | 996 | 1008 |

1. ↑  Een '-' betekent dat het nummer niet was genoteerd en een vetgedrukt getal geeft de hoogste notering aan.

### Evergreen Top 1000
| Evergreen Top 1000 | Evergreen Top 1000 | Evergreen Top 1000 | Evergreen Top 1000 | Evergreen Top 1000 | Evergreen Top 1000 | Evergreen Top 1000 | Evergreen Top 1000 | Evergreen Top 1000 | Evergreen Top 1000 | Evergreen Top 1000 | Evergreen Top 1000 | Evergreen Top 1000 | Evergreen Top 1000 | Evergreen Top 1000 | Evergreen Top 1000 | Evergreen Top 1000 |
| Jaar               | 2008               | 2009               | 2010               | 2011               | 2012               | 2013               | 2014               | 2015               | 2016               | 2017               | 2018               | 2019               | 2020               | 2021               | 2022               | 2023               |
| ------------------ | ------------------ | ------------------ | ------------------ | ------------------ | ------------------ | ------------------ | ------------------ | ------------------ | ------------------ | ------------------ | ------------------ | ------------------ | ------------------ | ------------------ | ------------------ | ------------------ |
| Positie            | -                  | -                  | -                  | -                  | -                  | -                  | -                  | -                  | 535                | 551                | 624                | 692                | 407                | 365                | 311                | 249                |

- Bibliothèque nationale de France: cb14789291f (data)
- MusicBrainz release group: 722aac67-230b-4633-84d6-8041a8c8d10d
- MusicBrainz work: 63c8e245-66ad-4bfc-9011-5358c5aac40b